# Fernand de Christiani
Pour les articles homonymes, voir Christiani et Chevreau (homonymie).
Isidore-Fernand Chevreau, baron de Christiani, né à Corbeil le 16 janvier 1857 et mort à Paris le 30 juin 1928, est un militant monarchiste et antidreyfusard français, connu pour avoir agressé le président de la République française, Émile Loubet, à l'hippodrome d'Auteuil le 4 juin 1899.

## Biographie

### Famille et mode de vie
Le titre nobiliaire de Fernand Chevreau-Christiani est dû au second mari de sa grand-mère paternelle, le général Christiani, créé baron d'Empire en 1810. Par lettres patentes du 25 juin 1840, ce titre a été confirmé au beau-fils (et fils adoptif) du général, Jacques-Michel-Oscar Chevreau (1812-1895). Procureur impérial et chevalier de la Légion d'honneur, Jacques-Michel-Oscar Chevreau, baron de Christiani, et son épouse Alexandra d'Arsénieff (1832-1893) ont eu deux fils : Gaston-Dimitri (1852-1907) et Fernand,. Ces derniers grandissent au no 20 de la rue de l'Arcade, à Paris.
Menant une vie de rentier et de sportif accompli, passionné par l'escrime et la chasse, mais aussi par les sciences et les œuvres d'art, qu'il collectionne, Fernand de Christiani appartient au cercle de la rue Royale puis au Nouveau Cercle.

### Agression du président Loubet

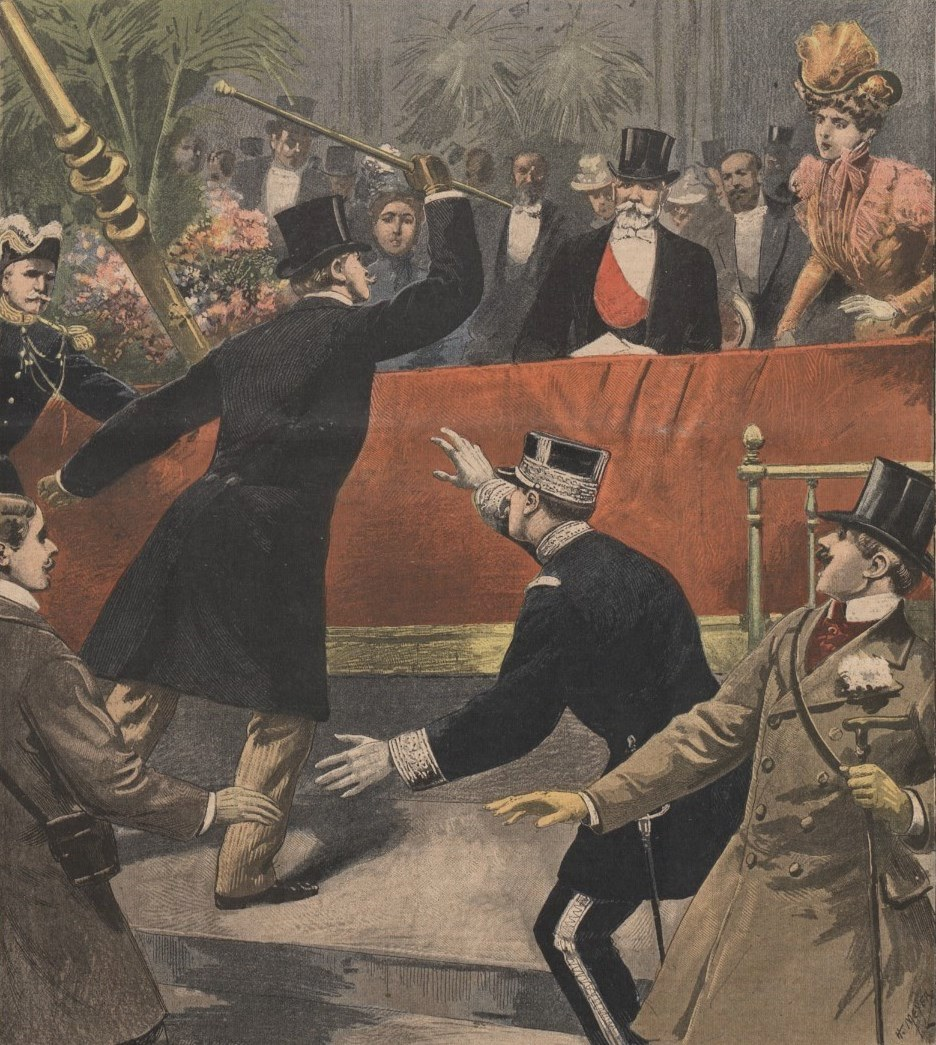
L'agression vue par Henri Meyer (supplément illustré du Petit Journal, 18 juin 1899).

Malgré une réputation de bonapartiste, le baron Christiani prétend ne pas s'occuper de politique. Il est pourtant mêlé à l'agitation antidreyfusarde en 1899.
En effet, le dimanche 4 juin 1899, Christiani fait partie d'une foule de 100 à 300 antidreyfusards, plutôt issus des cercles monarchistes (Jeunesse royaliste, groupe de « L'Œillet blanc » et bonapartistes), qui ont décidé de profiter de la présence de Loubet au Grand Steeple-Chase à Auteuil pour y manifester leur hostilité à l'encontre du chef de l’État. Ce dernier est en effet favorable à la révision du procès Dreyfus, révision que les chambres réunies de la Cour de cassation viennent de permettre grâce à un arrêt rendu la veille (3 juin).

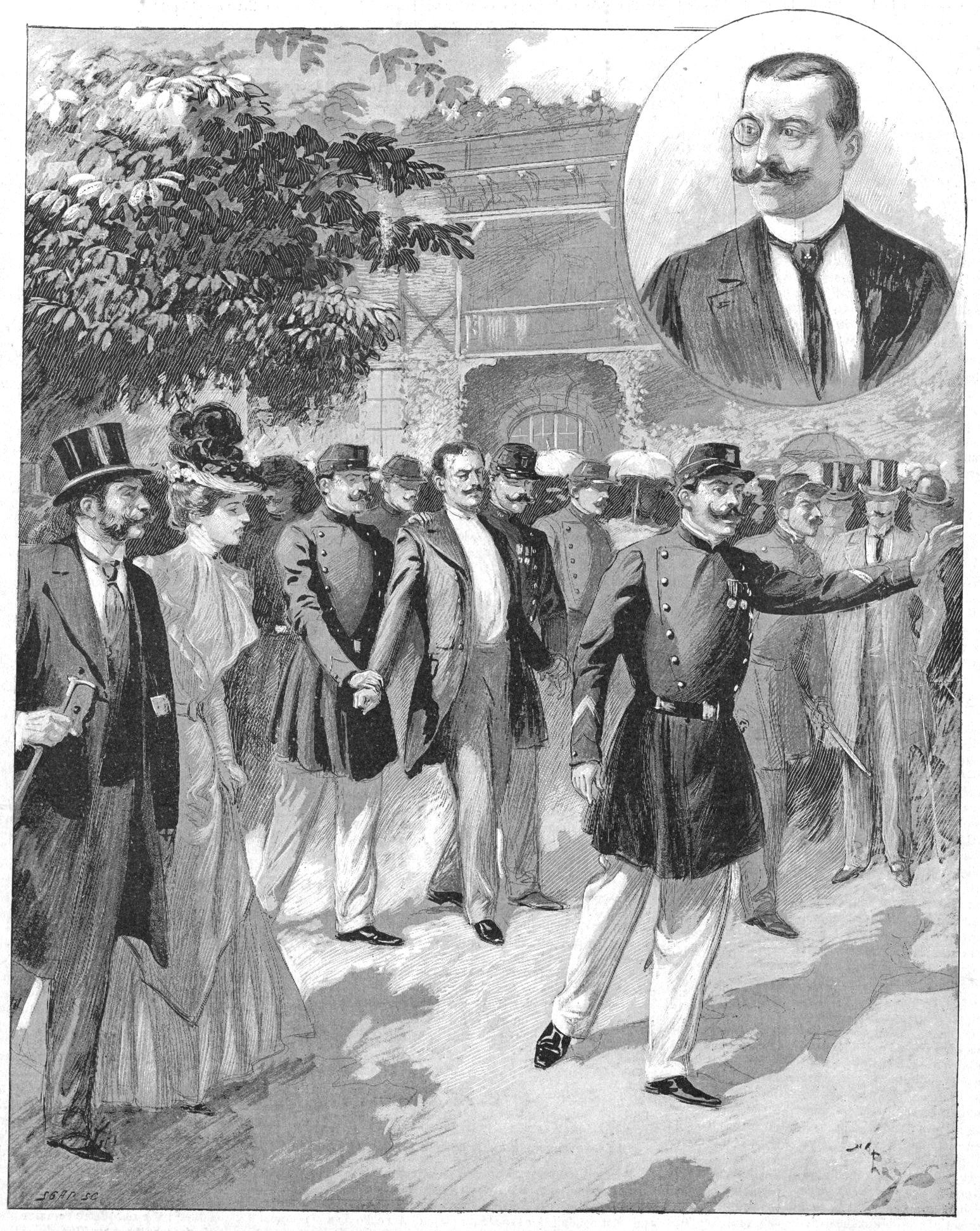
L'arrestation du baron (Le Monde illustré, 10 juin 1899).

Au pesage, des cris hostiles sont proférés, entraînant l'intervention des agents de police puis une bagarre. Au bout d'environ trente minutes de confusion, la brigade présidentielle laisse un court moment Loubet sans protection afin de dégager Touny, chef de la police municipale. Christiani en profite pour s'élancer, canne au poing, vers la tribune présidentielle. Gêné par la balustrade et par des témoins qui tentent de s'interposer, il ne frappe pas directement Loubet mais sa canne atteint le chapeau du président, tandis que l'épouse du président et la voisine de celui-ci, l'épouse de l'ambassadeur d'Italie Tornielli, sont bousculées. Immédiatement maîtrisé par plusieurs hommes, le baron est arrêté et passé à tabac par les policiers, qui le conduisent au poste. Confronté à un inspecteur de police, il aurait avoué : « C'était mon idée. Si nous avions été une quarantaine, nous aurions enlevé la tribune. Je sais qu'on va me mettre en prison ; mais je recommencerai ».

### Procès et condamnation

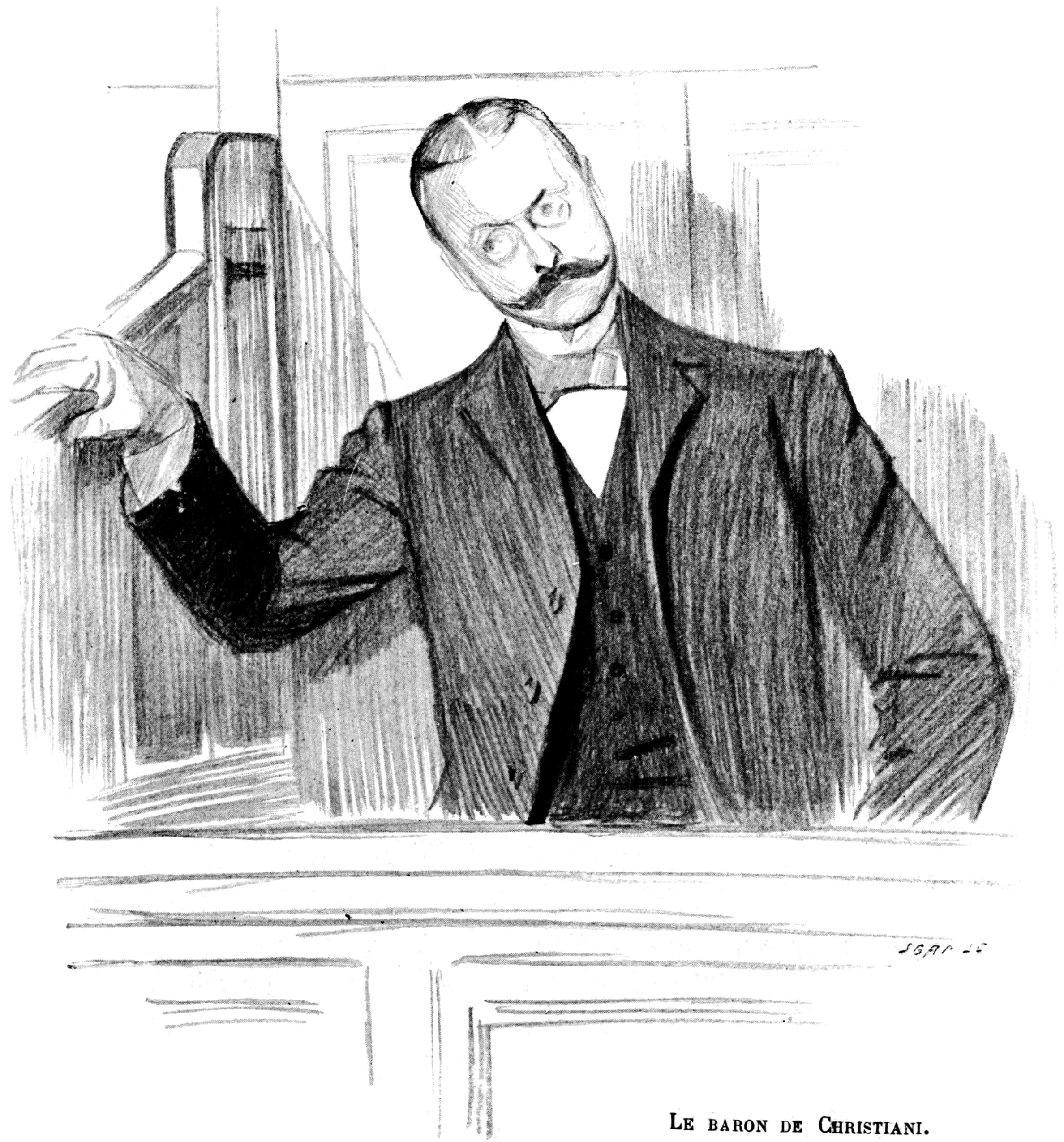
Croquis d'audience par Louis Malteste.

Le procès a lieu le 13 juin devant la 10e chambre correctionnelle. Accusé de violences envers le chef de l’État au titre de l'article 228 du Code pénal de 1810, qui punit les actes de violence envers les magistrats dans l'exercice de leurs fonctions, Christiani y est défendu par Me Lavollée. Niant toute préméditation, le baron affirme ne pas appartenir à « L'Œillet blanc », ce qui sera reconnu, avec regret, par le vice-président de cette organisation, Raoul de Fréchencourt. S'abstenant de toute justification politique, Christiani prétend n'avoir cédé qu'« à une excitation brusque ». Couvrant le procès pour Le Matin, Gaston Leroux ne cache pas sa déception devant le manque de panache de cette défense : « Quel que soit l'acte, l'homme qui s'en est rendu coupable peut être intéressant, s'il a accompli l'acte "en beauté", comme dit l'ancienne nouvelle école. Mais, le monsieur qui a fait le geste des justiciers ou des criminels devant un chef d’État, et qui vient ensuite bégayer des explications imbéciles et des remords enfantins, n'est pas intéressant à exhiber dans une plaidoirie. Il est grotesque ». Le procureur de la République Feuilloley requiert cinq ans d'emprisonnement, la loi prévoyant deux à cinq ans de réclusion.
Condamné à une peine sévère de quatre ans de prison, le baron est transféré de la prison de la Santé à celle de Fresnes, où il passe son temps à lire et à peindre. Lors de sa condamnation, plusieurs observateurs ont estimé qu'il serait gracié par Loubet dès le 14 juillet 1899. Il n'est cependant libéré que le 24 mars 1900, au moment où une volonté politique d'apaisement tente de mettre fin à l'affaire Dreyfus.

### Fin de vie et legs
Domicilié au no 9 de la rue d'Artois, le baron de Christiani meurt le 30 juin 1928 à la maison de santé de Saint-Jean-de-Dieu, au no 19 de la rue Oudinot. Il est inhumé le 3 juillet au cimetière du Père-Lachaise (26e division),.
La collection d’œuvres d'art du baron de Christiani est léguée au Musée du Louvre, qu'elle rejoint à partir de 1929. Elle contient notamment un tableau attribué à Jan Massys (en dépôt au château de Fontainebleau), un portrait de Viglius van Aytta par Frans Pourbus l'Ancien, un Paysage avec animaux d'après David Vinckboons, Deux singes pillant une corbeille de fruits par Frans Snyders, une paire de Cascades de Claude Joseph Vernet (en dépôt au Musée des beaux-arts de Rouen), un portrait de la Maréchale d'Arseniev par Dmitri Levitski, plusieurs miniatures du XVIIIe siècle et du début du XIXe siècle, une Femme nue vue de dos par Maurice Denis (pastel aujourd'hui conservé au Musée d'Orsay) ainsi qu'une esquisse en terre-cuite d'une Femme tendant un enfant par Dalou (également à Orsay). Conformément au testament du baron, certaines œuvres non retenues par le Louvre sont données à d'autres institutions, comme le Musée des beaux-arts d'Angers.

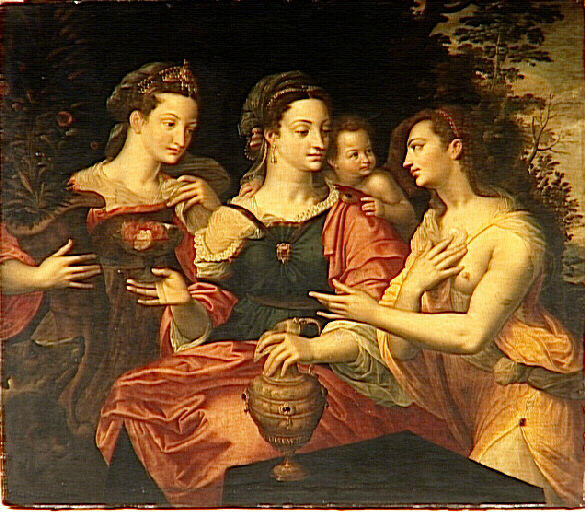
Attribué à Jan Massys, Vénus et Psychée, château de Fontainebleau.
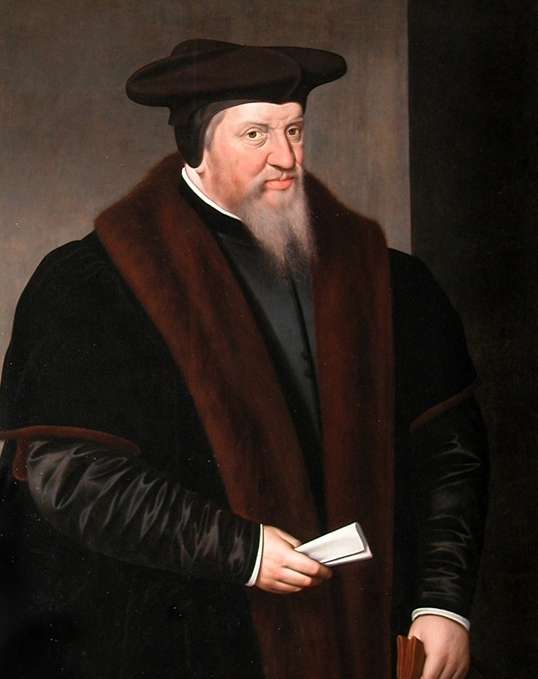
Frans Pourbus l'Ancien, Viglius van Aytta, musée du Louvre.
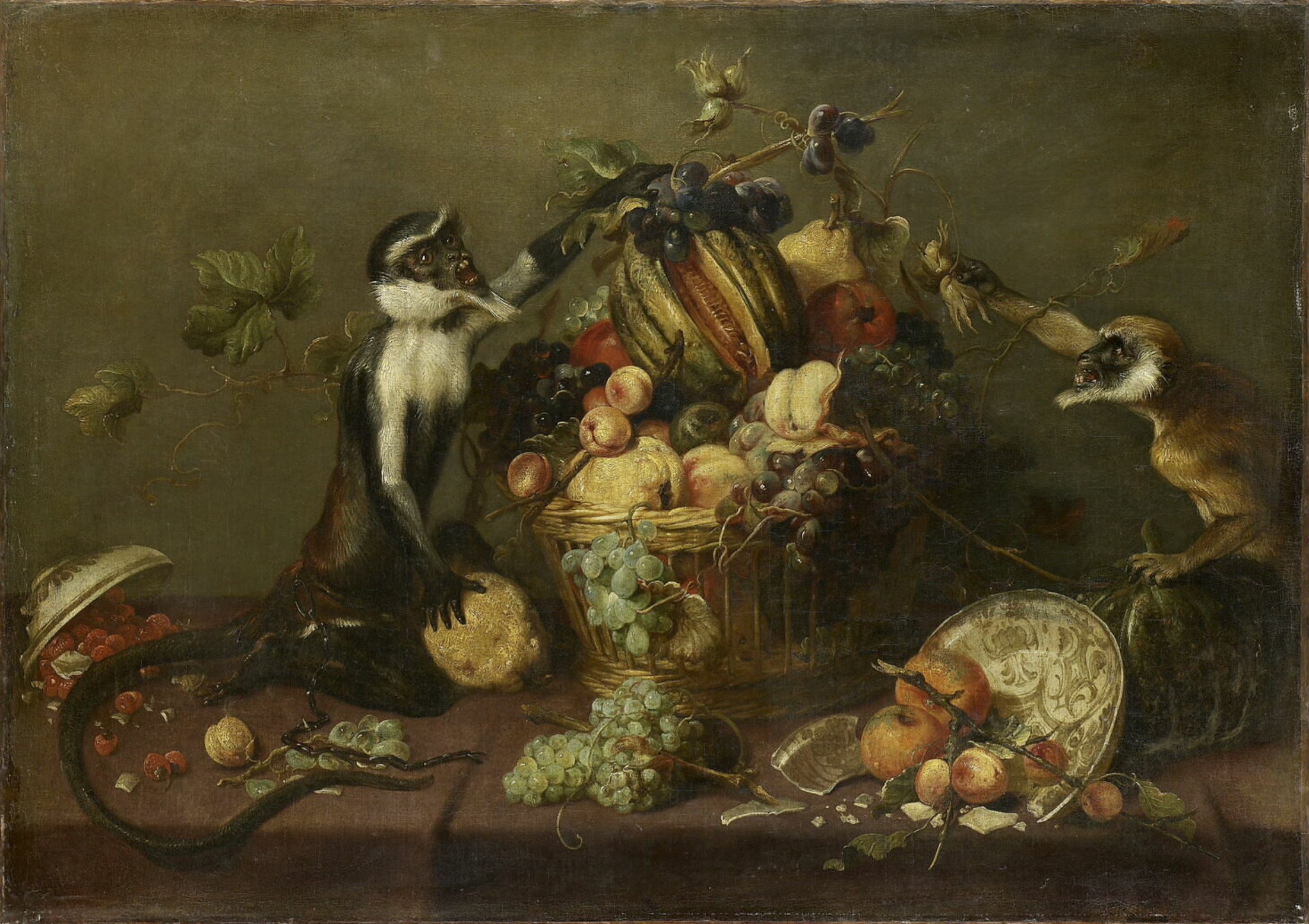
Frans Snyders, Deux singes pillant une corbeille de fruits, musée du Louvre.
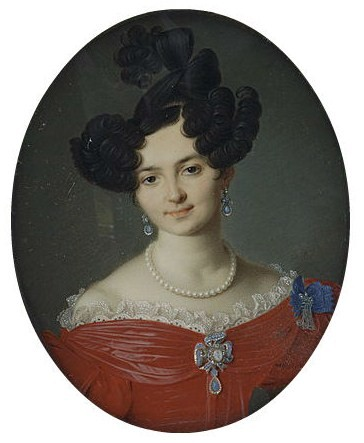
École de Jacques Augustin, Portrait de femme, musée du Louvre.
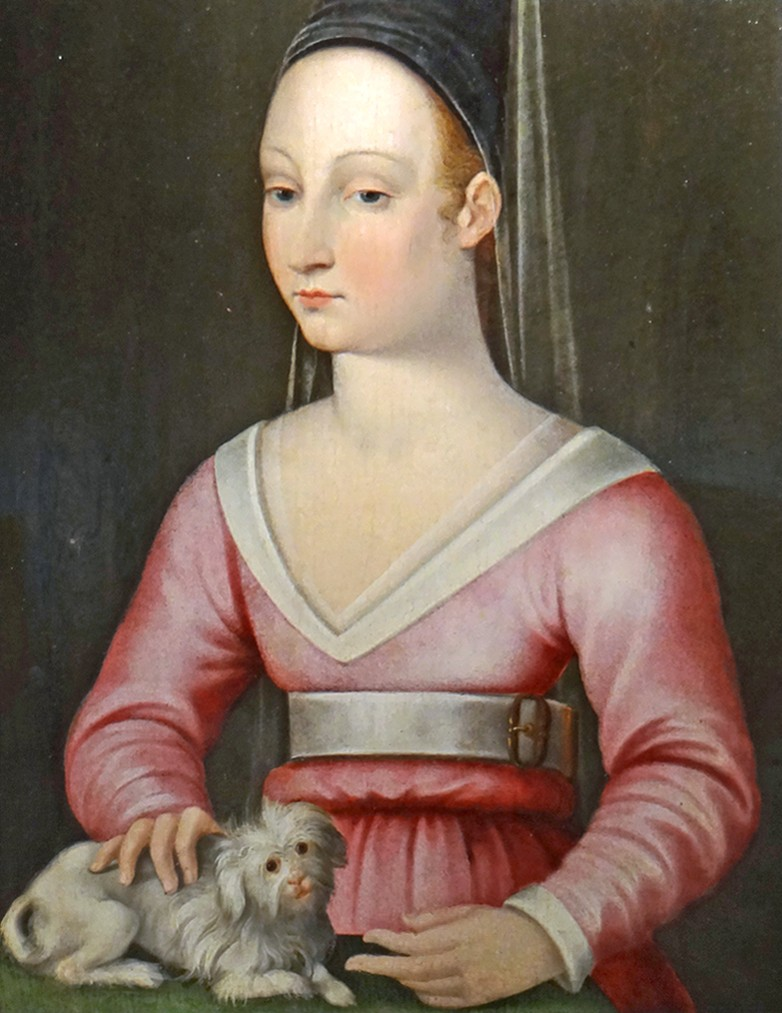
Anonyme, Portrait d'Agnès Sorel, musée des Beaux-arts d'Angers.

Le baron a également légué une somme de 20 000 francs à l'Assistance publique.